# Dilar turcicus
Dilar turcicus är en insektsart som beskrevs av Hagen 1858. Dilar turcicus ingår i släktet Dilar och familjen Dilaridae. Inga underarter finns listade i Catalogue of Life.